# Tolkobey Koira Tégui
Tolkobey Koira Tégui (auch: Takalboï, Talkaboï, Talkaboy, Talkaboy Kwara Tégui, Tolkobeye Koiratégui, Tolkobeye Kouara Tagui, Tolkoboye, Tolkoboy Koara Tégi, Tolkoye Koira Tagui) ist ein Dorf in der Stadtgemeinde Ouallam in Niger.

## Geographie
Das von einem traditionellen Ortsvorsteher (chef traditionnel) geleitete Dorf befindet sich rund zehn Kilometer südöstlich des urbanen Zentrums von Ouallam, der Hauptstadt des gleichnamigen Departements Ouallam, das zur Region Tillabéri gehört. Zu den Siedlungen in der näheren Umgebung von Tolkobey Koira Tégui zählen das Dorf Sargane im Nordwesten und der Gemeindehauptort Simiri im Süden.
Tolkobey Koira Tégui ist Teil des Dünengebiets im Westen Nigers. Es herrscht das Klima der Sahelzone vor, mit einer durchschnittlichen jährlichen Niederschlagsmenge zwischen 300 und 400 mm. Das Dorf liegt am südöstlichen Ufer des 16 Kilometer langen Sees Mare de Tinga im Trockental Kori de Ouallam.

## Geschichte
Bei einem Projekt zur Rückgewinnung der von Bodendegradation betroffenen Weideflächen wurden bei Tolkobey Koira Tégui im Sommer 2019 acht Hektar Land bearbeitet.

## Bevölkerung
Bei der Volkszählung 2012 hatte Tolkobey Koira Tégui 413 Einwohner, die in 70 Haushalten lebten. Bei der Volkszählung 2001 betrug die Einwohnerzahl 1429 in 151 Haushalten und bei der Volkszählung 1988 belief sich die Einwohnerzahl auf 1353 in 112 Haushalten.

## Wirtschaft und Infrastruktur
In Tolkobey Koira Tégui wird Bewässerungsfeldwirtschaft betrieben. Im Jahr 2020 belief sich die dafür genutzte Fläche auf 24,8 Hektar. Es gibt eine Schule im Dorf. Durch Tolkobey Koira Tégui verläuft die 294,7 Kilometer lange Nationalstraße 24 zwischen der Hauptstadt Niamey und der Staatsgrenze zu Mali. Die Straße ist in diesem Abschnitt asphaltiert.